# Barbula tuberculosa
Barbula tuberculosa là một loài rêu trong họ Pottiaceae. Loài này được (Renauld & Paris) Cardot mô tả khoa học đầu tiên năm 1915.